# Au (мобильный оператор)
au, или au от KDDI, это Японский мобильный оператор, торговая марка KDDI и Okinawa Cellular, продвигаемая на основных островах Японии и Окинаве для предоставления услуг сотовой связи. au является вторым по величине оператором беспроводной связи в Японии с 60,398 миллионами абонентов по состоянию на март 2021 года.

## Название
По словам создателя бренда, название «au» основывается на сложении японских глаголов «встретиться» (会う) и «объединить» (合う) (оба произносится как au). Однако KDDI объясняет, что au приходит из первых букв нескольких слов. «А» это доступ, постоянно и удобство (англ. access, always and amenity), и «U» это уникальность, универсальность и пользователь (англ. unique, universal and user). Также есть фраза "доступ для тебя" (англ. access for u (you)), которая идёт вместе с названием бренда.

## История
Сеть, которая в конечном итоге станет au, изначально была создана как две сети: DDI и IDO. Сеть IDO была основана на аналоговой сотовой системе NTT Hi-cap и начала работу в декабре 1988 года в регионах Канто и Токай. Сеть DDI управлялась независимыми телефонными компаниями и начала обслуживаться в 1989 году с использованием системы TACS в других частях Японии. Nippon Idou Tsushin (IDO) принадлежала Toyota, тогда как DDI принадлежала Kyocera Corporation.
au К.К. (яп. 株式会社エーユー, пер. «Аю Ко., Лтд.») была основана в ноябре 2000 года компанией Kyocera как часть сети сотовой связи DDI. В 2001 году компания была объединена с KDDI (которая была образована в 2000 году в результате слияния DDI, KDD и IDO), но ее торговая марка была сохранена и применялась ко всем услугам мобильной связи в рамках группы KDDI.
au создала общенациональную сеть 3G в 2003 году, заменив свою предыдущую услугу cdmaOne на услугу CDMA 1X WIN (1xEV-DO Rev A).
au начала продавать iPhone 4S с 14 октября 2011 года.
au запустила услугу LTE под названием «au 4G LTE» в сентябре 2012 года.
au запустила услугу 5G под названием «UNLIMITED WORLD au 5G» 26 марта 2020 года.

## Продукция и услуги
- EZweb: служба, которая предоставляет различные функции для пользователей мобильных телефонов, включая электронную почту, просмотр веб-страниц, обмен изображениями и видео, видеоконференции, доступ к службам на основе местоположения, игры и Эмодзи. Услуга работает в традиционных сетях мобильной связи cdmaOne со скоростью передачи данных 64 кбит/с или в новой сети 1xEV-DO Rev A с пропускной способностью до 3,1 Мбит/с в нисходящем направлении и 1,8 Мбит/с в восходящем направлении. Весной 2004 года au стала первым поставщиком услуг передачи данных на основе сотовых телефонов, предложившим безлимитный тарифный план в Японии.
- EZweb@mail: служба обмена мультимедийными сообщениями.
- C-mail: Служба коротких сообщений.
- EZchakuuta: служба, которая позволяет пользователям использовать фрагменты песен, обычно продолжительностью 30 секунд или менее, в качестве мелодий звонка. Права на Чакууту принадлежат Sony Music Entertainment Japan.
- Chaku Uta Full: служба распространения полных песен по мобильной сети. Предлагаемый выбор - в основном поп-музыка. Формат кодирования 48 кбит/с HE-AAC. Размер одного музыкального произведения составляет около 1,5 МБ. Загруженный контент защищен на карте памяти (miniSD, microSD, Memory Stick PRO Duo, M2), вставленной в мобильный телефон, с использованием защиты от копирования CPRM. Chaku-Uta Full является торговой маркой Sony Music Entertainment Japan.
- EZappli: приложения BREW.
- EZmovie: Кинопроигрыватель.
- EZchannel.
- EZ Machi Uta: служба, которая позволяет пользователям настраивать сигналы обратного вызова с помощью музыки и т. д.[5]
- EZnavigation: служба, которая является компонентом EZWeb и позволяет телефонам с поддержкой GPS определять своё местоположение.
- EZnaviwalk: Прокручиваемая карта и звуковая навигация помогут вам добраться до пункта назначения. Также отображает рестораны, магазины и информацию о погоде в этом районе.
- EZnewsflash: Использование технологии BCMCS.
- Программа для просмотра сайтов на ПК.
- LISMO: Мобильная служба прослушивания. (Маскот этого сервиса - ЛИСМО-кун).
- Global Passport: служба глобального роуминга (CDMA и GSM), первый телефон au, требующий «SIM-карты» (IC-карты).
- Global Expert: Преемник вышеизложенного.
- EZ FeliCa: платежная система Osaifu-Keitai.
- EZ television: EZappli при просмотре аналогового наземного вещания. Закончился 24 июля 2011 г. в большинстве районов и 31 марта 2012 г. в префектурах Иватэ, Мияги и Фукусима.
- EZ TV 1seg: поддерживает цифровое наземное вещание 1seg для телефонов и мобильных устройств. Также поддерживает передачу данных. EZ TV 1seg не поддерживает аналоговое телевидение.
- au 4G LTE: служба FDD-LTE.
- au internet: интернет-услуга, предоставляемая au через KDDI из Японии.

## Внешние ссылки
- Официальный сайт